# Limitless: Time
《EUNHYUK LIVE TOUR 2025 -Limitless: Time-》은 슈퍼주니어의 멤버 은혁의 첫 번째 콘서트 투어이다.

## 일본 투어
2024년 11월 25일, 슈퍼주니어-D&E 일본 공식 홈페이지는 9회로 예정된 은혁의 첫 번째 일본 투어의 일정을 공개하였으며 29일과 12월 16일까지 팬클럽 선행 예매가 두 차례에 걸쳐 개시되었고 12월 5일에는 메인 포스터가 공개되었다.

## Special in SEOUL
뒤이어 2025년 2월 24일에는 2일간의 국내 콘서트 일정이 공개되었으며, 3월 5일과 7일에는 각각 팬클럽 선예매와 일반 예매가 YES24를 통해 진행되었다.
데뷔 20여년만에 개최된 첫번째 솔로 투어를 통해 약 6만명의 누적 관객을 기록하였다.

## 투어 일정
| 일정            | 도시       | 국가     | 장소                            | 관객 수       |
| --------------- | ---------- | -------- | ------------------------------- | ------------- |
| 2025년 2월 15일 | 시즈오카시 | 일본     | 시즈오카 시민문화회관           | 통산 5,800명  |
| 2025년 2월 16일 | 시즈오카시 | 일본     | 시즈오카 시민문화회관           | 통산 5,800명  |
| 2025년 2월 21일 | 다치카와시 | 일본     | 타치가와 스테이지 가든          | 2,000명       |
| 2025년 3월 7일  | 후쿠오카시 | 일본     | 후쿠오카 선 팰리스              | 2,300명       |
| 2025년 3월 15일 | 오사카     | 일본     | 그랑큐브 메인 홀                | 통산 4,000명  |
| 2025년 3월 16일 | 오사카     | 일본     | 그랑큐브 메인 홀                | 통산 4,000명  |
| 2025년 3월 21일 | 요코하마   | 일본     | 요코하마 분타이                 | 통산 10,000명 |
| 2025년 3월 22일 | 요코하마   | 일본     | 요코하마 분타이                 | 통산 10,000명 |
| 2025년 4월 5일  | 서울       | 대한민국 | 올림픽 공원 올림픽 홀 (SPECIAL) | 통산 7,000명  |
| 2025년 4월 6일  | 서울       | 대한민국 | 올림픽 공원 올림픽 홀 (SPECIAL) | 통산 7,000명  |

## 세트 리스트
- Opening VCR -
- LIKE THIS (JP)
- Attention (JP)
- TRAP (KR)
- 2YA2YAO! (KR)
- Illusion (Obsessed) (KR)

- VCR #2 -
- Be (KR)
- Second Chances (KR)
- Red Muhly (KR)
- You & I (KR)

- Ment -
- One Love (KR)
- 있을까 (Empty) (KR)
- どこにいても... (JP/어디에 있어도...)

- Dancer Introduction -
- A-Yo (KR)
- UP N DOWN (KR)
- Step By Step (KR)
- Last Dance (JP)

- Encore VCR -
- 자체발광 보석미남 이혁재 (Say My Name) (KR)
- 머리부터 발끝까지 ('Bout You) (KR)

- Ment -
- 花はまた咲く (JP/꽃은 다시 핀다)
- 僕らのStory (JP/우리들의 이야기)

- Opening VCR -
- LIKE THIS (JP)
- Attention (JP)
- TRAP (KR)
- 2YA2YAO! (KR)
- Illusion (Obsessed) (KR)

- VCR #2 -
- Be (KR)
- Second Chances (KR)
- Red Muhly (KR)
- You & I (KR)
- E-M-O (JP)
- 도망쳐 (Run Away) (KR)

- Ment -
- One Love (KR)
- 있을까 (Empty) (KR)
- どこにいても... (JP/어디에 있어도...)

- Dancer Introduction -
- A-Yo (KR)
- UP N DOWN (KR)
- Step By Step (KR)
- Last Dance (JP)

- Encore VCR -
- 자체발광 보석미남 이혁재 (Say My Name) (KR)
- 머리부터 발끝까지 ('Bout You) (KR/슈퍼주니어-D&E)

- Ment -
- 花はまた咲く (JP/꽃은 다시 핀다)
- 僕らのStory (JP/슈퍼주니어-D&E)

- Double Encore -
- LIKE THIS (JP)

- Triple Encore -
- UP N DOWN (KR)
- 자체발광 보석미남 이혁재 (Say My Name) (KR)

- Opening VCR -
- LIKE THIS (JP)
- Attention (JP)
- TRAP (KR)
- 2YA2YAO! (KR)
- Illusion (Obsessed) (KR)
- Go High (KR/슈퍼주니어-D&E)
- 땡겨 (Danger) (KR/슈퍼주니어-D&E)

- Ment (슈퍼주니어-D&E) -
- California Love (KR/동해)
- Blue Moon (KR/동해)

- VCR #2 -
- Be (KR)
- Second Chances (KR)
- Red Muhly (KR)
- You & I (KR)
- E-M-O (JP)
- 도망쳐 (Run Away) (KR)

- Ment -
- One Love (KR)
- 있을까 (Empty) (KR)
- どこにいても... (JP/어디에 있어도...)

- Dancer Introduction -
- A-Yo (KR)
- UP N DOWN (KR)
- Step By Step (KR)
- Last Dance (JP)

- Encore VCR -
- 자체발광 보석미남 이혁재 (Say My Name) (KR)
- 머리부터 발끝까지 ('Bout You) (KR/슈퍼주니어-D&E)

- Ment -
- 花はまた咲く (JP/꽃은 다시 핀다)

- Double Encore -
- UP N DOWN (KR)
- Miracle_Band Ver. (KR/With 이특, 신동, 동해)6일 한정
- E-M-O (JP)
- 도망쳐 (Run Away) (KR)
- UP N DOWN (KR)

## 취소된 일정
| 일정            | 도시 | 장소                | 비고                      |
| --------------- | ---- | ------------------- | ------------------------- |
| 2025년 2월 24일 | 선대 | 센다이 선 플라자 홀 | 현지 지자체와의 협의 결렬 |

## 게스트
| 일정            | 게스트           |
| --------------- | ---------------- |
| 2025년 3월 22일 | 동해             |
| 2025년 4월 5일  | 동해             |
| 2025년 4월 6일  | 이특, 신동, 동해 |

## 제작
- 주최 : Have Fun Together
- 기획 : 오드 엔터테인먼트
- 제작 : 아이토니 인터네셔널
- 협력 : 마이 엔터테인먼트
- 총감독 : 오오쿠보 마사오